# Magyar nyelvű zenetörténetek listája

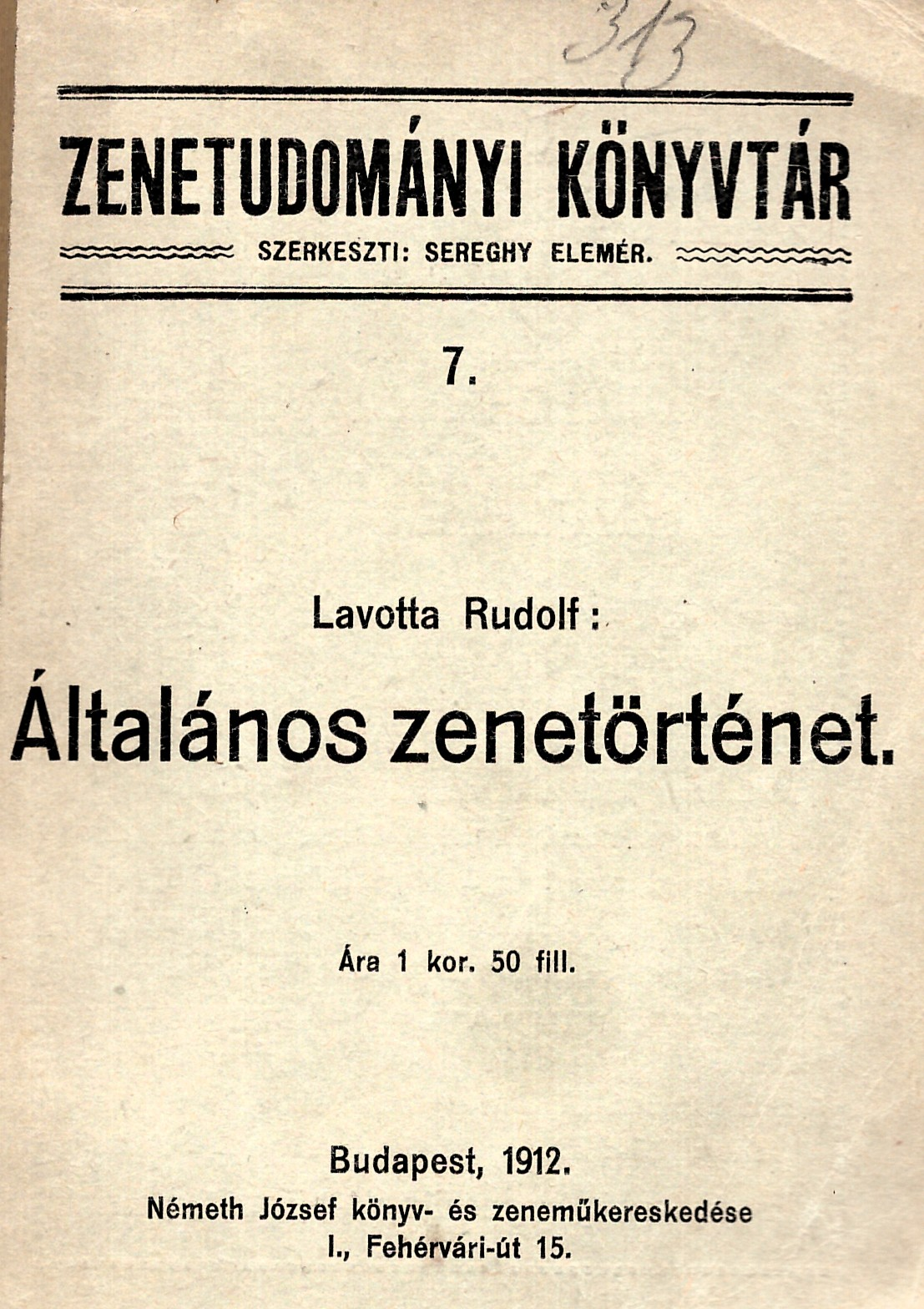
Lavotta Rudolf: Általános zenetörténet (Budapest, 1912)

Az alábbi lista megpróbálja összegyűjteni a magyar nyelvű zenetörténeteket.

## Egyetemes zenetörténet

### Általános zenetörténeti művek
- Ábrányi Kornél: Általános zenetörténet. (Ábrákkal, hangjegyekkel s négy függelékkel.) A magyar kir. Országos Zeneakadémiában és a Nemzeti Zenedében tananyagul elfogadva. Budapest, 1886
- Hofecker Imre: Általános zenetörténelem, Budapest, 1894
- Zenetörténet a budapesti IV. ker. róm. kath. polgári tanítónőképző magánhasználatára. Kézirat gyanánt. Budapest, 1897
- Drumár János: Zenetörténet. Zeneiskolák, magántanítás a művelt közönség használatára. I–II. Debrecen, 1904–1907
- Kacsóh Pongrác: A zene fejlődéstörténete IN: A művészet könyve. A képzőművészetek történeti és technikai fejlődése, A zene fejlődéstörténete (A Műveltség Könyvtára-sorozat része), Athenaeum Irodalmi és Nyomdai Részvénytársulat, Budapest, 1909 (csak ennek a résznek reprint kiadása: A zene története, Anno Kiadó, Budapest, é. n. [1990-es évek])
- Szekerke Lajos: A zenetörténet vázlata. Szeged, 1911
- Molnár Géza: Általános zenetörténet I–II. Budapest, 1911
- Lavotta Rudolf: Általános zenetörténet (Zenetudományi könyvtár 7.), Németh József könyv- és zeneműkereskedése, Budapest, 1912
- Szentimrényi Imre: A zene története. Különös tekintettel a magyar és magyarországi zenére, Szerzői kiadás, Budapest, 1912
- Kabay Kálmán: A zene egyetemes története I–II., Budapest–Szolnok, 1916–1927
- Molnár Antal: A zeneművészet könyve, Dante Könyvkiadó, Budapest, é. n. [1923]
- Molnár Antal: Az egyházi zene története rövid áttekintésben, Egri Nyomda, Eger, 1929
- Mezey Zsigmond: A zene története, Arad, 1929 (→elektronikus elérhetőség: MTDA)
- Szabolcsi Bence: Bevezetés a zenetörténetbe, Franklin-Társulat, Budapest, é. n. [1936] (új kiadás: [Szabolcsi Bence művei-sorozat 1.], Zeneműkiadó, Budapest, 1977, ISBN 963-330-223-4)
- Bartha Dénes: Egyetemes Zenetörténet I–II., Orsz. M. Kir. Liszt Ferenc Zeneművészeti Főiskola Segítő Egyesülete, Budapest, 1935
- Szabolcsi Bence: A zene története, Rózsavölgyi és Társa kiadása, Budapest, 1940 (új kiadás: [Szabolcsi Bence művei-sorozat 4.], Zeneműkiadó, Budapest, 1984, ISBN 963-330-508-X)
- Gál György Sándor: A zene története (Műveltség-sorozat), Dante Könyvkiadó, Budapest, 1940
- Horváth Károly: Bevezető a zenetudományba és zenetörténet, Szerzői magánkiadás, Debrecen, 1943
- Gál György Sándor: Ismerkedés a zenetörténettel, Móra Ferenc Ifjúsági Könyvkiadó, Budapest, 1963
- (szerk.)  Dr. Babits Antal – Hevesi Gyula – Dr. Köpeczi Béla – Dr. Csűrös Zoltán – Dr. Pók Lajos: A zene, a tánc, a színház, a film, Közgazdasági és Jogi Könyvkiadó, Budapest, 1963 (A kultúra világa-sorozat)
- Kroó György: Muzsikáló zenetörténet, Gondolat Könyvkiadó, Budapest, 1965–1966
- Mátray Gábor: A muzsikának közönséges története és egyéb írások; vál., sajtó alá rend., jegyz. Gábry György, tan. Várnai Péter: Egy magyar muzsikus a reformkorban; Magvető Kiadó, Budapest, 1984, ISBN 963-14-0308-4
- Kelemen Imre: A zene története 1750-ig, Tankönyvkiadó, Budapest, 1985, ISBN 963-18-3834-x
- Gerhard Dietel: Zenetörténet évszámokban I–II., Springer Hungarica Kiadó Kft., Budapest, 1996, ISBN 963-8455-84-5
- (szerk.) Kollega Tarsoly Ella: Nagy zenetörténet, Babits Kiadó, Szekszárd, 1997
- Dr. Bánhidi Lászlóné: Klasszikusok mindenkinek. Érettségi segédlet gimnáziumi tanulóknak, Nyíregyháza, 1998 (→ elektronikus elérhetőség)
- Harold C. Schonberg: A nagy zeneszerzők élete, Európa Könyvkiadó, Budapest, 2002, ISBN 963-07-7225-6
- Marcus Weeks: Zene, Képzőművészeti Kiadó, Budapest, 2005, ISBN 963-337-011-6
- Dr. Arany János: Zenetörténeti vázlatok. Egyetemi jegyzet gyanánt, Debrecen, 2017 (→ elektronikus elérhetőség)

### Egyes korszakok zenetörténete
- Wagner József: Az antik világ zenéje, Franklin-Társulat Magyar Irodalmi Intézet és Könyvnyomda-Parthenon a Klasszikus Műveltség Barátainak Egyesülete, Budapest, 1943
- Fábián Imre – Kókai Rezső: Századunk zenéje, Zeneműkiadó Vállalat, Budapest, 1961
- Claude V. Palisca: Barokk zene, Zeneműkiadó Vállalat, Budapest, 1976, ISBN 963-330-126-2
- Peter Gülke: Szerzetesek, polgárok, trubadúrok – A középkor zenéje, Zeneműkiadó Vállalat, Budapest, 1979, ISBN 963-330-302-8
- Howard M. Brown: A reneszánsz zenéje, Zeneműkiadó Vállalat, Budapest, 1980, ISBN 963-330-337-0
- Darvas Gábor: A totem-zenétől a hegedűversenyig – A zene története 1700-ig, Zeneműkiadó Vállalat, Budapest, 1977,  helytelen ISBN kód: 963-330-202-2
- Oldal Gábor: Zene futószalagon. A szórakoztató muzsika világtörténete, Zeneműkiadó Vállalat, Budapest, 1981, ISBN 963-330-372-9
- Darvas Gábor: Zene Bachtól napjainkig, Zeneműkiadó Vállalat, Budapest, 1981, ISBN 963-330-399-0
- Dobák Pál: A romantikus zene története, Tankönyvkiadó Vállalat, Budapest, 1990, ISBN 963-18-2374-1
- Dobák Pál: A XIX. és a XX. század zenéje (Kézirat), Tankönyvkiadó Vállalat, Budapest, 1978
- Eric Salzman: A 20. század zenéje, Zeneműkiadó Vállalat, Budapest, 1980, ISBN 9633303559
- Molnár Antal: Az európai zene története 1750-ig, Franklin-Társulat, Budapest, 1920
- Molnár Antal: Az új zene – a zeneművészet legujabb irányának ismertetése kultúretikai megvilágításban , Révai Kiadás, Budapest, é. n. [1926] (Új Könyvek-sorozat része)
- Jávorszky Béla Szilárd: A magyarock története I–II., Kossuth Kiadó, Budapest, 2019, ISBN 9789630995832
- Kathryn Kalinak: Filmzene, Rózsavölgyi és Társa Kiadó, Budapest, 2014, ISBN 9786155062155

### Egyes népek zenetörténete
- Lakatos István: A román zene fejlődéstörténete, Minerva Nyomdai és Irodalmi Műintézet Rt., Kolozsvár, 1938
- Várnai Péter: A lengyel zene története, Zeneműkiadó Vállalat, Budapest, 1959
- Sárai Tibor: A cseh zene története, Zeneműkiadó Vállalat, Budapest, 1959
- Pándi Marianne: Az olasz zene története I–II., Zeneműkiadó Vállalat, Budapest, 1960
- Heszke Béla: A román zene története, Zeneműkiadó Vállalat, Budapest, 1963
- Pernye András: A német zene története 1750-ig, Zeneműkiadó Vállalat, Budapest, 1964
- Molnár Antal: A német zene 1750-től napjainkig, Zeneműkiadó Vállalat, Budapest, 1964
- Roland de Candé: Az angol zene története I–II., Zeneműkiadó Vállalat, Budapest, 1964
- Póczonyi Mária: Kis francia zenetörténet I–II. – Szóban és zenében, Országos Közművelődési Központ , Budapest, 1986
- Breuer János: Szovjet zene Magyarországon 1920–1944, Zeneműkiadó Vállalat, Budapest, 1987, ISBN 963-330-654-x
- Vainio, Matti: A finn zene története. Ford. Móra Klára, Hajdú Anna stb. Debrecen, 1991. Ethnica Alapítvány. ISBN 963-471-768-3

## A nyugati világon kívüli zene
- Sebestyén Sándor: A primitiv népek zenéje, Attila Nyomda, Budapest, 1914
- Kárpáti János: Kelet zenéje, Zeneműkiadó Vállalat, Budapest, 1981, ISBN 963-330-375-3
- Alan Blackwood: A világ zenéje (ford. Kiss Tamás, T. Pálos Anna), Orex Bt., Budapest, 1994, ISBN 963-8126-03-5

## Magyar zenetörténeti művek
- Hofecker Imre: A magyar zene egyetemes története, Budapest, 1894
- Ábrányi Kornél: A magyar zene a XIX. században, Budapest, 1900
- Molnár Imre: Magyar Muzsika Könyve, Budapest, 1936 (→ elektronikus elérhetőség)
- Bartha Dénes: Erdély zenetörténete In: A történeti Erdély, Erdélyi Férfiak Egyesülete, Budapest, 1936
- Falk Géza: A magyar muzsika mesterei, Dante Könyvkiadó, Budapest, 1937 (→ elektronikus elérhetőség)
- Káldor János: A magyar zenetörténet kistükre, Rózsavölgyi és Társa Kiadása, Budapest, 1938
- Szabolcsi Bence: A magyar zenetörténet kézikönyve, Zeneműkiadó Vállalat, Budapest, 1955
- Szelényi István: A magyar zene története I–II., Zeneműkiadó Vállalat, Budapest, 1959
- Káldor János: A magyar zene fejlődése a honfoglalástól 1900-ig, I. rész, Tankönyvkiadó Vállalat, Budapest, 1959
- Falvy Zoltán – Keresztury Dezső – Vécsey Jenő: A magyar zenetörténet képeskönyve, Magvető Könyvkiadó, Budapest, 1960
- Dobszay László: Magyar zenetörténet, Gondolat Könyvkiadó, Budapest, 1984, ISBN 963-281-398-7
- (szerk.) Rajeczky Benjámin: Magyarország zenetörténete I–II., Akadémiai Kiadó, Budapest, 1988–1990, ISBN 963-05-4580-2 és ISBN 963-05-5319-8
- Dobszay László – Batta András – Eckhardt Mária: Képes magyar zenetörténet, Rózsavölgyi és Társa, Budapest, 2004,  helytelen ISBN kód: 963-861238-4 -5
- L. Kecskés András: A magyar zene évezredei. Magyar vonatkozású hang- és zenetörténet avagy a magyar zene regénye I-II.; Püski, Budapest, 2020–2021

### Egyes korszakok magyar zenetörténete
- Szabolcsi Bence: A XVII. század magyar főúri zenéje, Franklin Nyomda, Budapest, 1928
- Szabolcsi Bence: A XVII. század magyar világi dallamai, Akadémiai Kiadó, Budapest, 1951
- Szabolcsi Bence: A XIX. század magyar romantikus zenéje, Zeneműkiadó Vállalat, Budapest, 1951